# National Optical Astronomy Observatory
Das National Optical Astronomy Observatory (NOAO) war bis 2019 die US-amerikanische öffentliche Institution zum Betrieb von bodengebundenen Sternwarten im optischen und Nahinfrarotbereich für die nächtliche Astronomie. NOAO wurde mit Mitteln der National Science Foundation von der Association of Universities for Research in Astronomy (AURA) betrieben.
NOAO betrieb Teleskope am Kitt Peak National Observatory und war am Cerro Tololo Inter-American Observatory und dem Gemini-Observatorium beteiligt.
NOAO war der Hauptzugang vieler US-Astronomen zu großen Teleskopen und stand allen Berufsastronomen für Beobachtungsanträge offen. Daneben gab es in den USA traditionell eine dominierende Rolle privater Observatorien mit eingeschränktem Zugang, wie zum Beispiel dem Keck-Observatorium.
Nachfolger von NOAO ist NOIRLab.